# Drag queen
Pour des articles plus généraux, voir Drag et Culture LGBT.

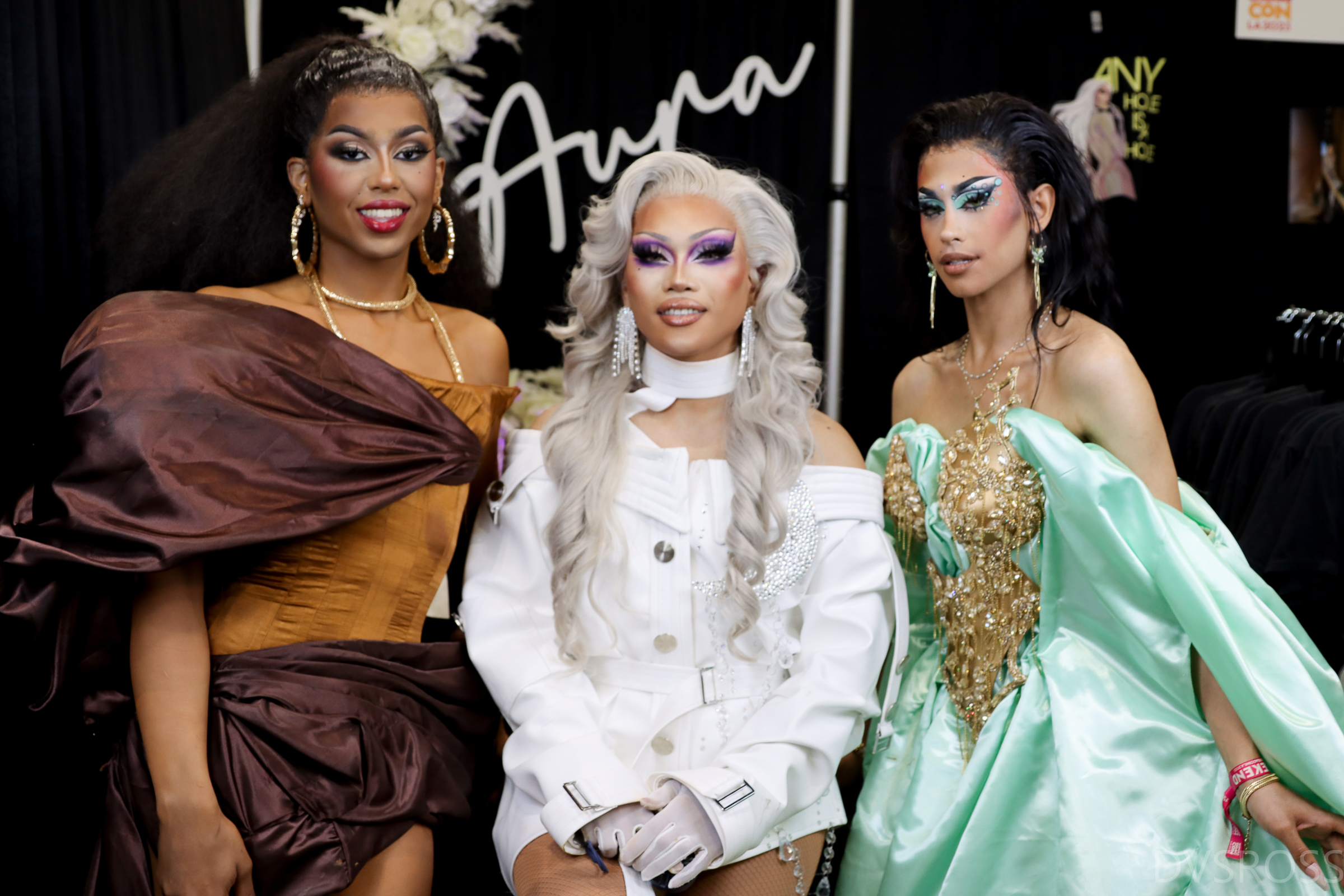
Trois drag queens, dont au centre, lors de la RuPaul's Drag Con LA 2023.

Une drag queen est une personne pratiquant le drag par la construction d'une identité féminine volontairement basée sur des archétypes de féminité et de rôles de genre de façon temporaire. Le monde des drag queens est généralement associé à l'homosexualité masculine et aux femmes trans, mais les drag queens peuvent être de toute identité de genre ou orientation sexuelle.
Une drag queen se travestit pour exprimer son identité et/ou dans le cadre du spectacle vivant, incluant souvent du chant, de la danse, du théâtre ou du lip-sync. Elle se représente généralement lors d'événements comme les Marches des fiertés ou les concours de beauté, ou dans des endroits comme les cabarets ou les boîtes de nuit.

## Terminologie
L'origine du terme drag queen est incertaine. La première utilisation connue du mot drag pour faire référence à des acteurs habillés avec des habits féminins date de 1870 et ferait référence au terme grand rag, qui désignait à l'époque un bal masqué.
Selon une autre étymologie, datant du XXe siècle, le terme drag viendrait de l'époque où les femmes ne pouvaient pas encore se produire sur scène au théâtre. Ce sont donc des hommes qui incarnaient des rôles féminins et, de ce fait, l'acronyme drag pour dressed as girl serait noté sur les scripts à côté du nom de l'acteur qui devait jouer le rôle d'une femme. En réalité, aucune trace de cette prétendue mention n'existe.
Les termes bioqueens et faux queens sont parfois utilisés pour désigner les drag queens qui sont des femmes cisgenres,,. Toutefois, ces termes sont critiqués : en effet, l'expression « faux queen » sous-entendrait que la performance drag serait moins authentique venant d'une femme, et « bio queen » crée une distinction entre femmes cis, vues comme naturelles (et donc « bio »), et femmes trans, vues comme artificielles. Le terme anglais « tranny », autrefois grandement utilisé dans le milieu drag queen, est maintenant abandonné en raison de ses fortes connotations transphobes,.

## Histoire

### De la fin duXIXesiècleau début duXXesiècle

#### Débuts et minstrel shows
La première personne connue à se définir comme une « drag queen » est William Dorsey Swann, né esclave à Hancock, dans le Maryland, qui, dans les années 1880, commence à organiser des bals à Washington avec d'autres anciens esclaves travestis. En 1896, William Dorsey Swann est condamné à dix mois de prison pour comportement désordonné et se voit refuser l'amnistie par le président Grover Cleveland.
Le développement des drag queens aux États-Unis est influencé par l'essor des minstrel shows, des spectacles américains racistes créés pour rire de la communauté afro-américaine et plus particulièrement de leur vision des rôles de genre à travers des sketchs, des danses et des chansons de « wenches », mot anglais pour désigner une jeune fille de basse classe sociale,,.

### Première moitié duXXesiècle

#### Boîtes de nuit
Du début au milieu des années 1900, le transformisme, du fait de sa connexion à la communauté LGBT et à la criminalité, perd son statut de divertissement dominant et devient un divertissement nocturne dans des quartiers peu fréquentés de grandes villes comme San Francisco, formant le style de spectacle vivant de drag queens qui perdure jusqu'au XXIe siècle,,. Les drag queens prédominantes de cette période sont José Sarria, Aleshia Brevard et Arthur Blake, l'une des seules drag queens à devenir grandement célèbre à l'époque, connue pour ses imitations de Bette Davis, Carmen Miranda ou encore Eleanor Roosevelt,, qu'elle finira par imiter devant cette dernière à la Maison-Blanche.

### Seconde moitié duXXesiècle

#### Émeutes

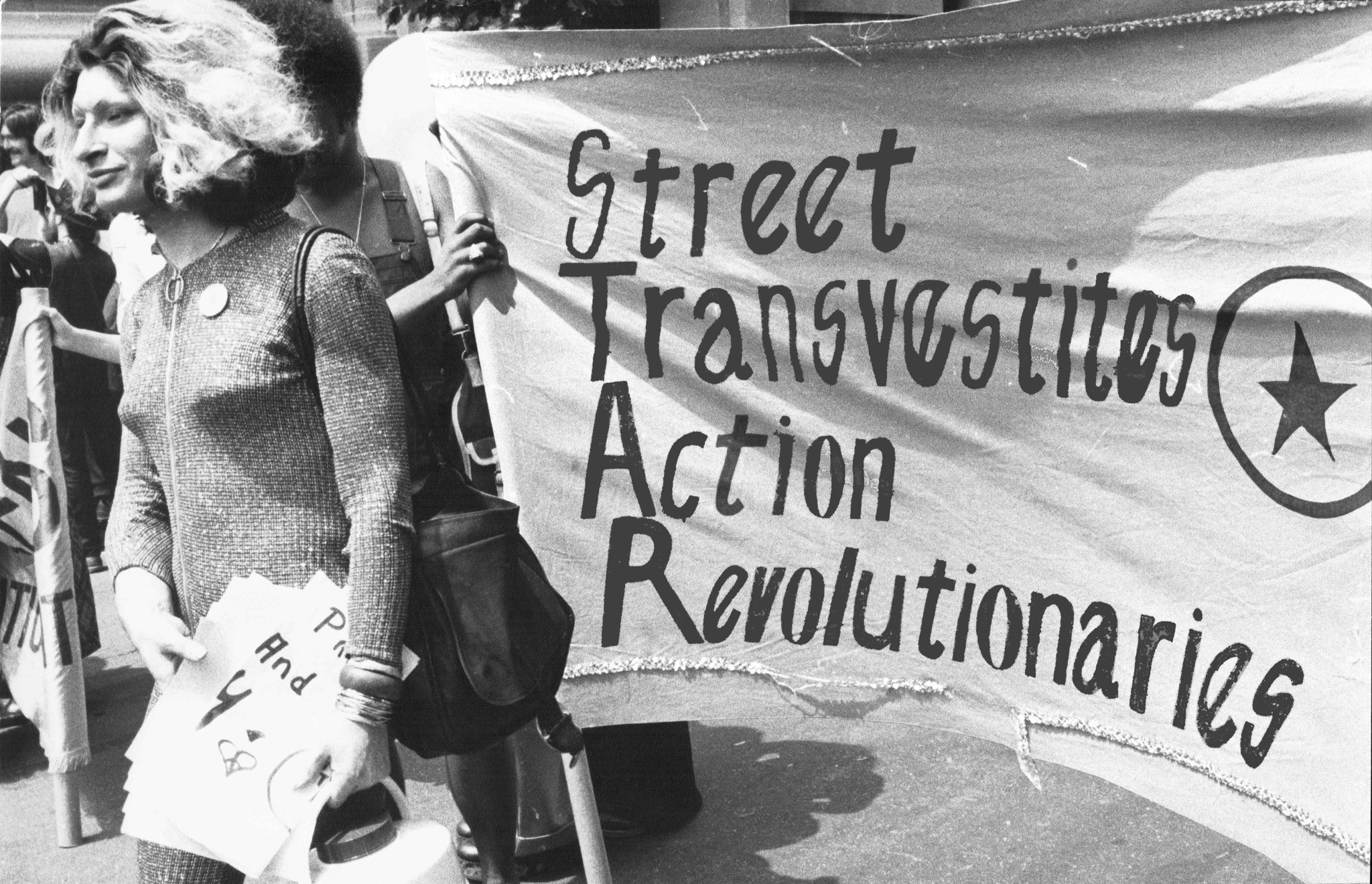
Sylvia Rivera à une manifestation du Street Transvestite Action Revolutionaries en 1970.

L'émeute du Cooper Do-nuts est organisée en mai 1959 à Los Angeles par des drag queens, des hommes homosexuels, des femmes lesbiennes et transgenres, c'est l'une des premières émeutes LGBT aux États-Unis.
Le 17 mars 1968, pour protester contre le harcèlement et la provocation policière de la police municipale de Los Angeles, deux drag queens connues sous le nom de The Princess et The Duchess organisent une célébration de la Saint-Patrick à Griffith Park, un lieu de cruising populaire cible régulière d'actions policières, à laquelle plus de deux cents personnes participent.
Les drag queens jouent également un rôle important dans les émeutes de Stonewall, une série de manifestations violentes organisées par des membres de la communauté LGBT en réponse à un raid de la police injustifié le 28 juin 1969 dans le Stonewall Inn, dans le quartier de Greenwich Village, à Manhattan. Ces émeutes sont considérées comme le déclencheur du mouvement de libération homosexuelle et du combat moderne pour les droits LGBT aux États-Unis,.

### Années 1980 et 1990: mondialisation

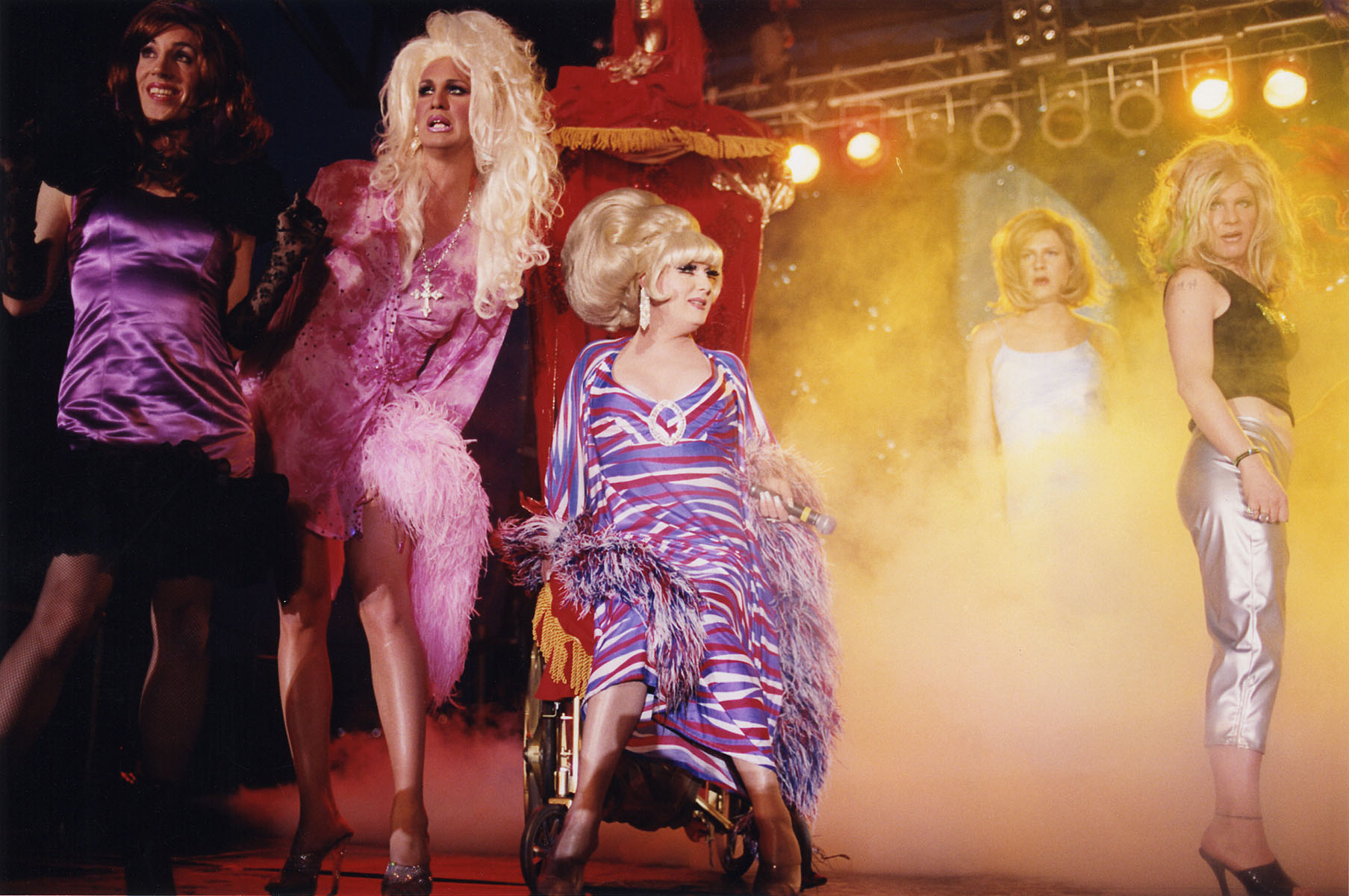
Édition 2000 de Wigstock, où performe Lady Bunny

Dans les années 1980 arrive aux États-Unis une nouvelle génération de drag queens (Deee-Lite, Sister Dimension, Tabboo! (en), Lady Bunny, RuPaul, Page) dont les quartiers généraux sont les clubs de Susanne Bartsch, le Pyramid Club, Studio 54, et le Wigstock (en) festival. Cette génération renouvelle les références drag, s'inspirant des films de John Waters et de Rus Meyer, The Sonny & Cher Comedy Hour (en), La Vallée des poupées, ainsi que de Mary Tyler Moore, Diana Ross, Karen Carpenter et Stevie Nicks.
Le drag quitte alors la scène strictement gay pour figurer au sein de la scène de la nuit de luxe. Des drag queens, telles que Billy Beyond, Connie Girl, Lypsinka (en) foulent les défilés de mode, notamment pour le créateur Thierry Mugler.
Les années 1990 correspondent à une internationalisation du terme « drag queen » concomitant avec le développement de clubs et boîtes de nuit gays ; cette diffusion s'accompagne à la fois d'une hybridation locale du drag avec des pratiques de travestissement existantes, mais aussi souvent à l'abandon du vocabulaire local spécifique tel que « transformistas » au Brésil ou « tunten » à Berlin.

### XXIesiècle

#### RuPaul's Drag Race
En 2009, RuPaul lance un concours américain de télé réalité consacré aux drag queen, RuPaul's Drag Race. La popularité de l'émission, dont des déclinaisons locales essaiment dans de nombreux pays d'Amérique latine, d'Europe et d'Asie, relance la popularité de la pratique drag en général et en particulier des drag queen et influence grandement sa perception.

## Styles

### Glamour

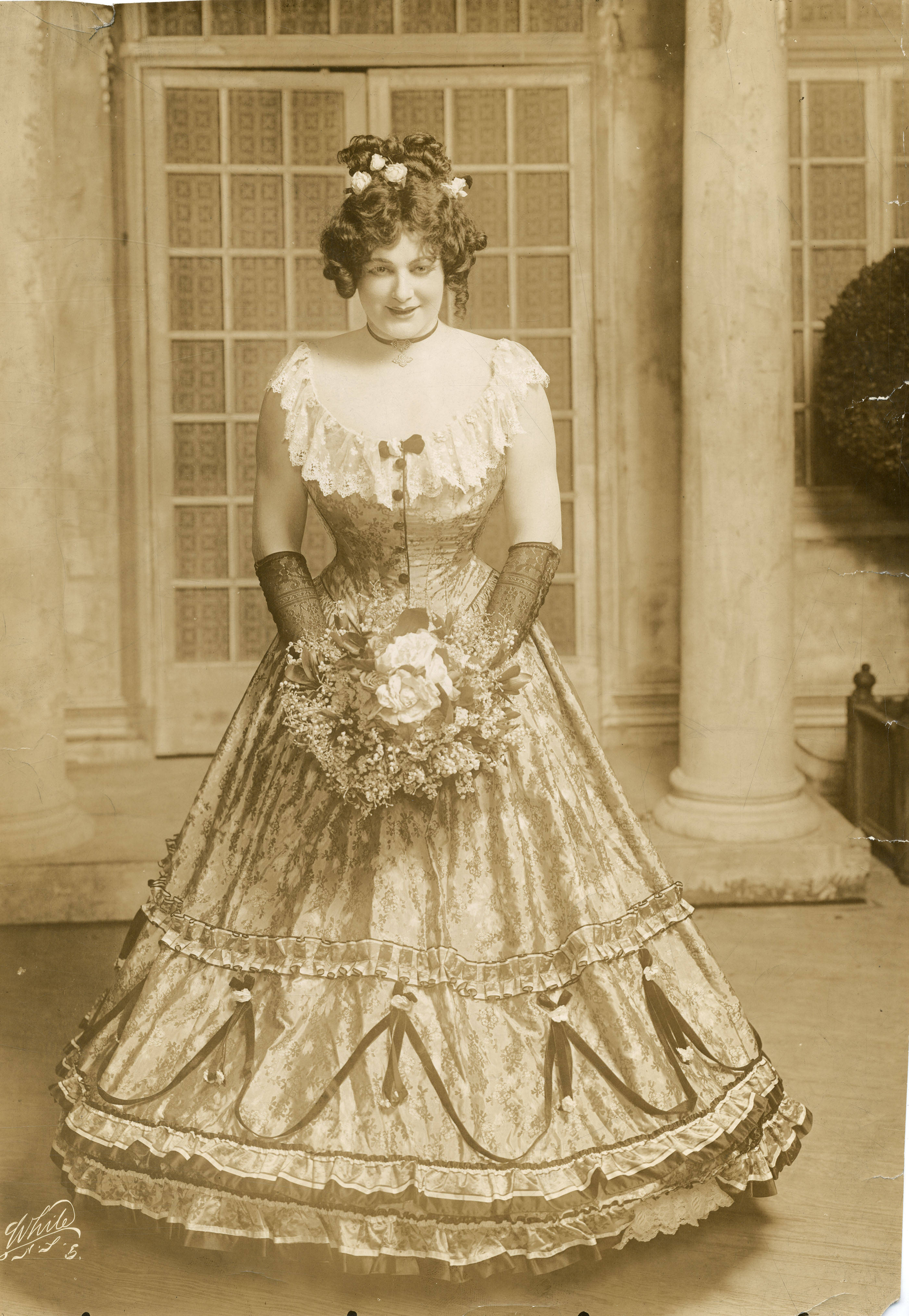
Julian Eltinge photographié dans le studio de Luther S. White en 1912.

L'auteur Simon Doonan définit la queen glamour, qu'il compare au mythe de la Méduse, comme une représentation idéalisée de la « nature féminine » permettant à la fois d'en célébrer le pouvoir tout en évacuant l'angoisse de la castration chez le public masculin. Il pense aussi que le drag glamour correspond à l'assouvissement d'un fantasme d'hommes gays, celui d'être un objet de désir pour les hommes hétérosexuels.
Il fait remonter le drag glamour à Julian Eltinge, qui en drag ressemble fortement au public féminin bourgeois qui assiste à ses spectacles : il lance d'ailleurs Eltinge Magazine, un magazine dispensant des conseils de beauté à ses admiratrices. Parmi les autres précurseuses du drag glamour, il cite Francis Renault (en), Karyl Norman (en), Barbette et Bert Savoy (en) ; les répliques cultes de Savoy, telles que « you slay me » et « you don't know the half of it », passent dans l'argot drag et queer.
À partir des années 1940 et 1950, avec la libération des mœurs aux États-Unis, le drag glamour devient aussi sexy, et de nombreuses drag queens font aussi du travail du sexe ; cette évolution s'accompagne d'un changement de registre pour les drag queen incarnées par des hommes hétérosexuels, qui se tournent alors vers la comédie. Cette époque correspond aussi au développement de la vaginoplastie et à l'émergence de l'identité de femme trans : ces femmes, telles que Bambi ou Coccinelle, réalisent une transition de genre, vivant en femme au quotidien et plus uniquement sur scène, sans toutefois arrêter de se produire.
Dans les années 1960 se développent les concours de beauté drag, visibles dans le film documentaire de 1968 La Reine. Le racisme subi par Crystal LaBeija lors de ces concours l'inspire à créer ses propres évènements pour valoriser la communauté LGBT afro-américaine ; ceux-ci sont les ancêtres de la culture Ballroom.
Pour lui, les queens qui incarnent le drag glamour dans les années 2010 et 2020 sont Violet Chachki, Sasha Velour, Valentina et Alaska Thunderfuck.

## Drag à travers les cultures
Le drag présent en ligne est souvent un drag occidental venant des Etats-Unis ou du Royaume-Uni, cependant on trouve une grande variété de style à travers les cultures.

### Brésil
Le Brésil est l'un des pays comportant le plus de personnes transgenres et manifestant un des plus hauts taux de violence contre les personnes LGBTQIA+ à travers le monde. La dragqueen la plus connue au Brésil est Pabllo Vittar, une chanteuse suivie par presque 10 millions de personnes sur Instagram (plus que RuPaul).
L'art drag est très national au Brésil. Il prend racine dans les female impersonation datant de la période coloniale et des hommes jouant des rôles de femmes au théâtre.
Il est proche de lutte des revendications de justice sociale aux Etats-Unis dans les années 1960 qui coïncide avec les protestations contre la dictature des années 1967-1968. Contre la censure, le manque de libertés démocratiques et la réaction antiautoritariste naît la culture gay urbaine tournée autour du chant et du lip-sync. Jusqu'en 1941, la population est soumise à la loi de vagabondage empêchant de travailler toute personne ne se conformant pas aux codes normatifs de la société comme le fait pour un homme de manifester des comportements féminins, porter des vêtements de femmes ou se maquiller qui pouvaient être des motifs d'arrestation. Le fort développement de la culture drag urbain en fait un incontournale de la vie nocturne des grandes villes, construite notamment autour des spectacles transformistes. Des émissions de télévision en vont également leur sujet central.
Dans les années 1970-1980 avec la crise du VIH et la méfiance qu'elle apporte, les artistes drag sont relégués et le monde musical prend son tournant vers la danse électronique et les DJs.
Dans les années 1990, la culture drag brésilienne est rattrapée par le mouvement de globalisation portée par la culture américaine, qui lui permet de retrouver une place dans la culture brésilienne joyeuse et satirique, d'icônes poulaires, moins stigmatisées. Les dragqueens Nany People et Leo Aquila travaillent alors comme journalistes reporteurs à la télévision d'Etat.
Les années 2000 et l'émission de RuPaul's DragRace revitalise la culture drag et se retrouve fortement portée par la nouvelle jeune génération avec des figures comme Pabllo Vittar, Gloria Groove, Aretuza Lovi, Lia Clark, Kaya Conky, Cassie Borderline, Kika Boom. On estime que le Brésil est le plus avec le plus de fan de l'émission en 2015. Les productions musicales et télévisées portent de nouvelles émissions comme Drag Me as a Queen sur la chaîne E! en 2017 avec Penelopy Jean, Rita von Hunty et Ikaro Kadoshi, et l'émission Academia de Drags sur Youtube en 2014 avec Silvetty Montilla et enfin sur une série de dessiné animé Super Drags sur Netflix en 2018 dirigée par Fernando Mendonça.
L'arrivée d'internet modifie la scène drag brésilienne, jusque-là présentée sporadiquement dans des émissions télévisées comme exotique. Internet permet la création d'une culture commune sur Youtube notamment. Deux chaînes Youtube notables sont Para Tudo de Lorelay Fox et Drag-se.

### Namibie
La Namibie est l'un des deux seuls pays d'Afrique du Sud-Ouest à proposer un concours de Mr Gay. En 2011, Wendelinus Hamutenya, une drag queen de concours de beauté ovambo, devient le premier homme homosexuel noir à être élu Mr Gay Namibia.

## Analyse

### Retournement du stigmate homophobe

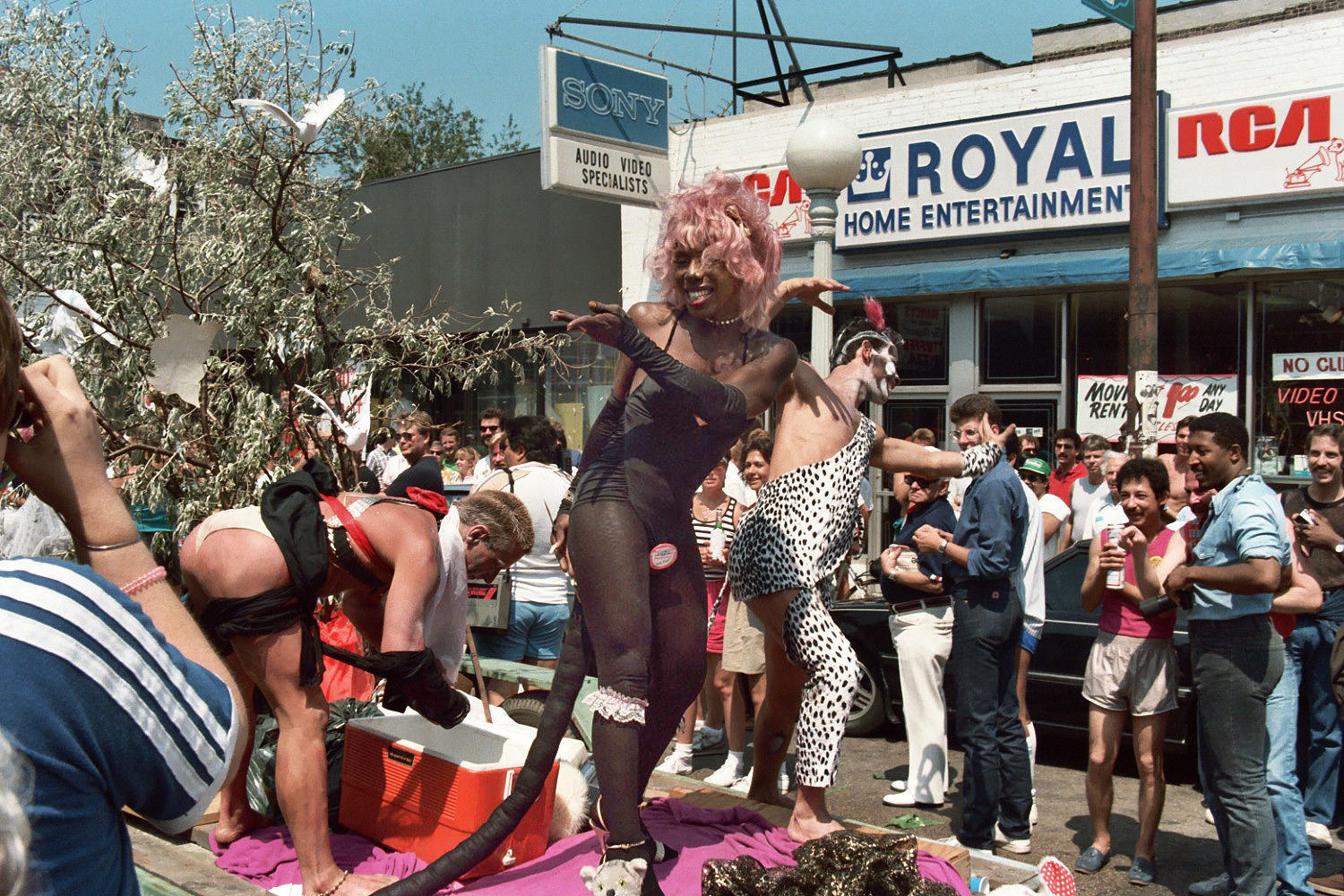
Drag queens à la marche des fiertés de Chicago 1985

L'anthropologue Esther Newton (en) analyse dans les années 1970 la posture de la drag queen ; partant du point de vue que le genre est un système cherchant notamment à maintenir l'hégémonie de l'hétérosexualité et à stigmatiser les homosexuels, elle analyse le travestissement des hommes gays en drag queen comme une manière pour eux de maintenir une forme de contre-pouvoir en, d'une part, se réappropriant le stigmate de l'homosexuel efféminé et, d'autre part, montrer le caractère arbitraire et absurde du genre, qui n'est pas une essence mais une construction culturelle pouvant être atteinte par des techniques de maquillage, habillement et coiffure.

### Critiques
Des mouvements conservateurs, notamment aux États-Unis, au Canada, en Suède et en France se sont offusqués que des drag queens fassent des ateliers de lecture aux enfants,,.
Des discours[Lesquels ?] réactionnaires tentent de démontrer que[non neutre] les drag queens, en brouillant les normes de genre et de sexualité, chercheraient à détruire la famille traditionnelle.

## Représentation

### Cinéma

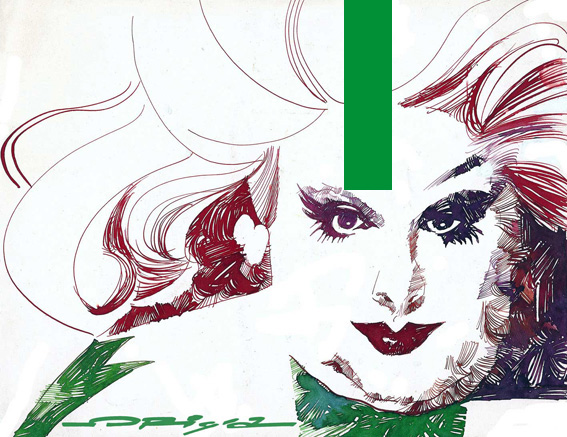
Divine, drag queen et muse du réalisateur John Waters, est une icône du cinéma underground des années 1970.

Cette liste non-exhaustive regroupe des films représentant un ou plusieurs personnages utilisant l'art du drag.
- 1959 : Certains l'aiment chaud, avec Marilyn Monroe, Tony Curtis et Jack Lemmon.
- 1967 : Millie, avec Julie Andrews, James Fax, Mary Tyler Moore et Carol Channing.
- 1969 : Les Funérailles des roses, avec Pita.
- 1972 : Pink Flamingos, avec Divine.
- 1975 : The Rocky Horror Picture Show, avec Tim Curry, Susan Sarandon et Barry Bostwick.
- 1977 : Outrageous!, avec Craig Russell.
- 1978 : La Cage aux folles, avec Ugo Tognazzi et Michel Serrault, et son remake Birdcage en 1996 avec Robin Williams et Nathan Lane.
- 1979 : The Rose, avec Bette Midler.
- 1982 : Tootsie, avec Dustin Hoffman, Jessica Lange et Teri Garr.
- 1982 : Victor Victoria, avec Julie Andrews.
- 1985 : Lust in the Dust, avec Divine.
- 1988 :
  - Hairspray, avec Divine, et son remake en 2007 avec John Travolta.
  - Torch Song Trilogy, avec Harvey Fierstein, Anne Bancroft et Matthew Broderick.
- 1990 : Paris Is Burning, documentaire de Jennie Livingston.
- 1991 : Talons aiguilles (Tacones lejanos), de Pedro Almodovar, avec Miguel Bosé dans le rôle du juge Eduardo Domínguez / Hugo / Letal
- 1993 : Madame Doubtfire, avec Robin Williams, Sally Field et Pierce Brosnan.
- 1994 : Priscilla, folle du désert, avec Terence Stamp, Hugo Weaving et Guy Pearce.
- 1995 : Extravagances, avec Wesley Snipes, Patrick Swayze et John Leguizamo.
- 1996 : Le Professeur foldingue, avec Eddie Murphy.
- 1998 : Minuit dans le jardin du bien et du mal, avec John Cusack, Kevin Spacey et Lady Chablis.
- 1999 : Personne n'est parfait(e), avec Philip Seymour Hoffman et Robert de Niro.
- 2000 : Big Mamma, avec Martin Lawrence.
- 2001 : Hedwig and the Angry Inch, avec John Cameron Mitchell.
- 2004 : FBI : Fausses blondes infiltrées, avec Shawn Wayans et Marlon Wayans.
- 2005 :
  - Kinky Boots, avec Joel Edgerton et Chiwetel Ejiofor.
  - Rent, avec Anthony Rapp et Idina Menzel.
- 2016 : Hurricane Bianca, avec Bianca Del Rio, Willam Belli et Shangela.
- 2018 : A Star Is Born, avec Bradley Cooper et Lady Gaga.
- 2020 : P.S. Burn This Letter Please de Michael Seligman et Jennifer Tiexiera.
- 2021 : Tout le monde parle de Jamie de Jonathan Butterell d'après la comédie musicale Everybody's Talking About Jamie (2017).
- 2022 : Trois nuits par semaine de Florent Gouëlou.
- 2023 : Solo de Sophie Dupuis.

### Télévision

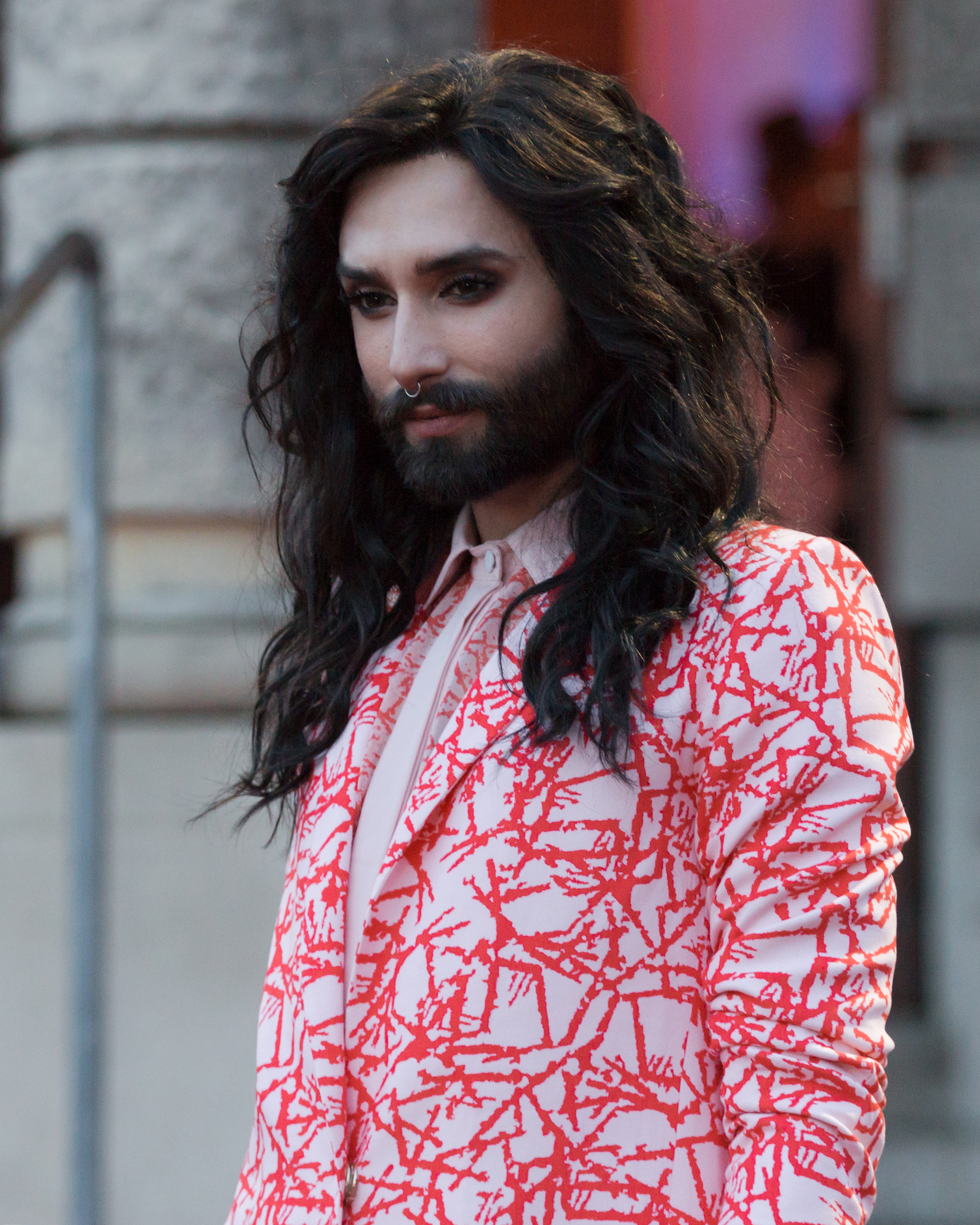
Conchita Wurst, drag queen autrichienne et gagnante du Concours Eurovision de la chanson 2014.

De 1975 à 1977, la drag queen Lori Shannon apparaît dans trois épisodes de la sitcom CBS All in the Family. Le rôle est reconnu pour sa représentation étonnamment respectueuse et sympathique de la drag queen,.
De 1988 à 1993, la série comique CODCO est diffusée sur CBC Television, dans laquelle Tommy Sexton et Greg Malone se représentent sous les traits de personnalités féminines comme Élisabeth II, Barbara Walters ou Margaret Thatcher.
Dans les années 90, en Espagne, l'artiste Shangay Lily devient l'une des personnalités de référence, à la télévision, des thèmes du militantisme queer, gay et féministe.
En 2009, RuPaul lance sur Logo TV sa téléréalité de compétition RuPaul's Drag Race. Encore diffusée aujourd'hui, l'émission devient un apport culturel immense à un niveau mondial et est dérivée au Royaume-Uni, en Thaïlande, au Canada, aux Pays-Bas, en Espagne, en France, en Belgique et en Océanie.
En 2014, la drag queen Conchita Wurst remporte le Concours Eurovision de la chanson 2014 avec sa chanson Rise Like a Phoenix.
En 2018, un épisode des Simpson représente de nombreuses drag queens, dont RuPaul et Raja.
En 2020, RuPaul devient la première drag queen à animer l'émission Saturday Night Live.
En 2022, en France, la chaine de télévision France 3 diffuse le documentaire Minima et les drags, portant sur le personnage de Minima Gesté et son engagement pour le Sidaction.
En 2024, à l'occasion des Jeux Olympiques de Paris, Miss Martini devient la première Drag Queen à porter la Flamme Olympique en direct sur France Télévisions.